# Унгурень (Горж)
Унгурень, Унгурені (рум. Ungureni) — село у повіті Горж в Румунії. Входить до складу комуни Денешть.
Село розташоване на відстані 224 км на захід від Бухареста, 8 км на південний схід від Тиргу-Жіу, 81 км на північний захід від Крайови.

## Населення
За даними перепису населення 2002 року у селі проживали 367 осіб, з них 365 осіб (99,5%) румунів. Усі жителі села рідною мовою назвали румунську.